# Complot terroriste au Canada en 2006
 (janvier 2008).
Si vous disposez d'ouvrages ou d'articles de référence ou si vous connaissez des sites web de qualité traitant du thème abordé ici, merci de compléter l'article en donnant les références utiles à sa vérifiabilité et en les liant à la section « Notes et références ».
Le 2 juin 2006, une série de perquisitions menées par plus de 400 policiers dans la région métropolitaine de Toronto en Ontario au Canada, mène à l'arrestation de 18 individus (14 adultes et 4 personnes d'âge mineur, tous des hommes), groupe surnommé « The Toronto 18 », et au démantèlement d'un complot terroriste d'envergure. Ces arrestations sont la plus grande rafle anti-terroriste de l'histoire canadienne.
Le démantèlement de ce réseau est le résultat d'une enquête menée par la Gendarmerie royale du Canada, la GRC, et le Service canadien du renseignement de sécurité, le SCRS, depuis 2004.
Selon les informations disponibles dans les jours suivant les arrestations, les terroristes, qui ne sont pas reliés au réseau Al-Qaeda, planifiaient des attaques contre la Banque de Toronto et les bureaux de Radio-Canada. Ils prévoyaient prendre d'assaut le Parlement d'Ottawa, afin de procéder à l'enlèvement de députés. Ils auraient alors réclamé le retrait des troupes canadiennes en Afghanistan et la libération de certains prisonniers au Moyen-Orient, sans quoi ils auraient assassiné les otages par décapitation. L'assassinat du premier ministre Stephen Harper était aussi envisagé.

## Les arrestations
Les arrestations furent effectuées par la GRC, la police provinciale de l'Ontario, assistés de plusieurs autres corps de police locaux de différentes juridictions dans le sud de l'Ontario et au nord de Toronto. L'escouade INSET (Integrated National Security Enforcement Team) était responsable de coordonner les opérations.
Selon la police, un des suspects, Zakaria Amara, 20 ans, avait commandé trois tonnes de nitrate d'ammonium, qui peut potentiellement être utilisé pour fabriquer des explosifs puissants. À titre de comparaison, la bombe utilisée lors des attentats d'Oklahoma City, aux États-Unis en avril 1995 contenaient moins d'une tonne de nitrate d'ammonium. Selon le quotidien Toronto Star, une substance sans danger a été livrée aux présumés terroristes par la GRC lors d'une des opérations précédant les raids de juin 2006.
Les suspects étaient sous surveillance par la GRC depuis 2004. Les complots présumément ourdis par ces individus semblent, selon la police, largement inspirés des façons de procéder d'Al-Qaeda, mais ne seraient aucunement liés au réseau d'Oussama ben Laden.

## Identité des suspects
Le 3 juin 2006, 15 des 17 individus sont mis sous haute surveillance policière au Palais de justice de Brampton en Ontario. Les deux autres individus seraient, selon des sources, déjà incarcérés à Kingston (Ontario), pour possession illégale d'armes. L'identité de 12 suspects a été révélée lors de la comparution.
- Qayyum Abdul Jamal, 43 ans, de Mississauga. Citoyen canadien, il a immigré de Karachi au Pakistan à une date indéterminée. il est décrit comme membre actif d'une mosquée locale, dont il a souvent perturbé les activités par ses discours agressifs et l'incitation à la haine dont il aurait fait preuve. On dit qu'il embarrassait plusieurs autres musulmans et on croit qu'il aurait entraîné les autres suspects, beaucoup plus jeunes que lui. Les voisins du suspect le décrivent comme un homme tranquille, mais bizarre. Le voisinage semblait s'interroger sur ses activités professionnelles, inconnues de la plupart, et sur sa propension à se tenir avec des hommes dans la vingtaine. Son épouse s'est mise, selon eux, à porter la burqa dans les mois suivant les attentats contre New York.
- Shareef Abdelhaleem, 30 ans. Né en Égypte, a immigré au Canada avec sa famille à l'âge de 10 ans.
- Steven Vikash Chand, alias Abdul Shakur, 25 ans, ancien membre des Forces armées canadiennes, récemment converti à l'Islam.
- Yasim Abdi Mohamed, 24 ans. Né en Somalie, immigré au Canada avec sa famille.
- Jahmaal James, 23 ans, de Toronto.
- Mohammed Dirie, 22 ans, de Markham en Ontario. Né en Somalie, a immigré au Canada avec sa famille.
- Fahim Ahmad, 21 ans, de Toronto.
- Asad Ansari, 21 ans, de Mississauga, Ontario.
- Ahmad Mustafa Ghany, 21 ans.
- Zakaria Amara, 20 ans, de Mississauga.
- Amin Mohamed Durrani, 19 ans, de Toronto.
- Saad Khalid, 19 ans. Né au Pakistan, a immigré au Canada avec sa famille à l'âge de 8 ans.

En vertu de la loi canadienne, l'identité des suspects de moins de 18 ans ne peut être dévoilée publiquement.
Six des 17 individus interceptés ont des liens avec le centre islamique Al Rahman, une mosquée sunnite située dans l'agglomération de Toronto.
Plusieurs suspects auraient pratiqué des manœuvres militaires dans le sud de l'Ontario.
Selon le FBI, deux hommes, Syed Ahmed et Ehsanul Sadequee, récemment arrêtés lors de rafles anti-terroristes en Géorgie, seraient reliés au complot déjoué au Canada.

## Accusations
Les suspects sont accusés en vertu de la législation anti-terroriste adoptée au Canada en décembre 2001, en réaction aux attentats du 11 septembre 2001 aux États-Unis. Il s'agit de la seconde fois seulement que des accusations sont portées en vertu de cette législation. Les arrestations de juin 2006 dans la région de Toronto sont la plus grande rafle anti-terroriste de l'histoire canadienne.
Les 12 adultes sont accusés d'avoir participé directement ou indirectement à l'activité d'un groupe terroriste. Six d'entre eux, Fahim Ahmad, Zakaria Amara, Asad Ansari, Shareef Abdelhaleen, Qayyum Abdul Jamal et Saad Khalid 19 ans, sont accusés d'avoir voulu provoquer une explosion de nature à provoquer la mort de personnes et des dommages graves.

## Réactions aux États-Unis
La Secrétaire d'État américaine Condoleezza Rice a félicité le Canada pour le démantèlement du complot, le lendemain des arrestations en Ontario. Cependant, plusieurs politiciens aux États-Unis tentent de relancer l'affirmation que le Canada, de par sa politique d'immigration jugée trop laxiste par ses voisins au sud, serait un repaire de terroristes en devenir, et menacerait par de fait même la sécurité des Américains. Cette affirmation est courante depuis l'arrestation d'Ahmed Ressam en 1999. Le résident canadien planifiait un attentat à Los Angeles, lorsqu'il a été intercepté à la frontière canado-américaine. Dans les faits, rien n'indique que le Canada a depuis servi d'asile à des terroristes.
À moyen terme, l'affaire survenue en Ontario risque de compliquer la tâche à ceux qui, de chaque côté de la frontière, s'opposent à l'obligation de présenter un passeport pour traverser la frontière entre le Canada et les États-Unis.